# 锦溪乡
锦溪乡，是中华人民共和国湖南省怀化市中方县下辖的一个乡镇级行政单位。

## 行政区划
锦溪乡下辖以下地区：
金坪村、桃江村、锦溪村、大庄村、中心村、双丰村和阳中村。